# Burgemeesterswoning
Een burgemeesterswoning is een meestal wat grotere en luxe woning, vaak vrijstaand, die bewoond wordt of werd door de burgemeester. Vroeger was de woning meestal eigendom van de gemeente en werd hij als dienstwoning gebruikt. Werd de burgemeester benoemd in een andere gemeente, dan moest hij ook de burgemeesterswoning verlaten. De meeste burgemeesterswoningen zijn inmiddels erkend als rijksmonument en verkocht aan particulieren.
Hieronder een overzicht van diverse burgemeesterwoningen in Nederland. 
- Burgemeesterswoning ('t Zandt), gebouwd in 1911
- Burgemeesterswoning (Aduard)
- Burgemeesterswoning (Harderwijk)
- Burgemeesterswoning (Heerle), gebouwd rond 1915
- Dorpsstraat 125 (Nieuwe Niedorp), gebouwd in 1911
- Burgemeesterswoning (Goudriaan)
- Burgemeesterswoning (Ommen)
- Huis met de Kolommen, in Amsterdam
- Mariënhof, Midwoud